# Las Meninas
Las Meninas (tiếng Tây Ban Nha nghĩa là: Các thị nữ)  là một bức tranh vẽ năm 1656 bởi Diego Velázquez, họa sĩ hàng đầu của Thời hoàng kim Tây Ban Nha, đặt tại bảo tàng Museo del Prado ở Madrid..
Thành phần phức tạp và bí ẩn của tác phẩm đặt ra những câu hỏi về thực tế và ảo tưởng, tạo ra một cảm giác hư ảo cho người xem về số lượng nhân vật được mô tả. Nhờ những đặc điểm độc đáo này mà "Las Meninas" đã trở thành một trong những công trình được phân tích rộng rãi nhất trong hội họa phương Tây.
Bức tranh cho thấy một căn phòng lớn trong cung điện Madrid của vua Philip IV của Tây Ban Nha với một số nhân dạng từ tòa án Tây Ban Nha, bị bắt (theo một số nhà bình luận) trong cùng một thời điểm cụ thể như nếu trong một bức ảnh 

## Mô tả
Một số nhìn ra ngoài khung về phía người xem, trong khi những người khác đang giao tiếp với nhau. Infanta Margarita ở chính giữa, được bao quanh bởi đoàn tùy tùng của cô gồm người giúp việc của danh dự (Las Meninas), hộ tống, vệ sĩ, hai người lùn và một con chó.
Ở đây phối cảnh là đầu mối câu chuyện. Ngay phía sau họ, Velázquez miêu tả mình làm việc tại một khung tranh lớn. Velázquez trông ra phía ngoài, vượt ra ngoài không gian mà một người xem bức tranh sẽ đứng. Trong nền là một tấm gương phản chiếu bán thân trên của vua và hoàng hậu. Theo luật xa gần nghiêm ngặt có thể suy ra rằng họ được đặt bên ngoài không gian hình ảnh ở một vị trí tương tự như của người xem-đang đứng làm mẫu, mặc dù một số học giả đã suy đoán rằng hình ảnh của họ là một sự phản chiếu từ bức tranh Velázquez đang vẽ trên khung.

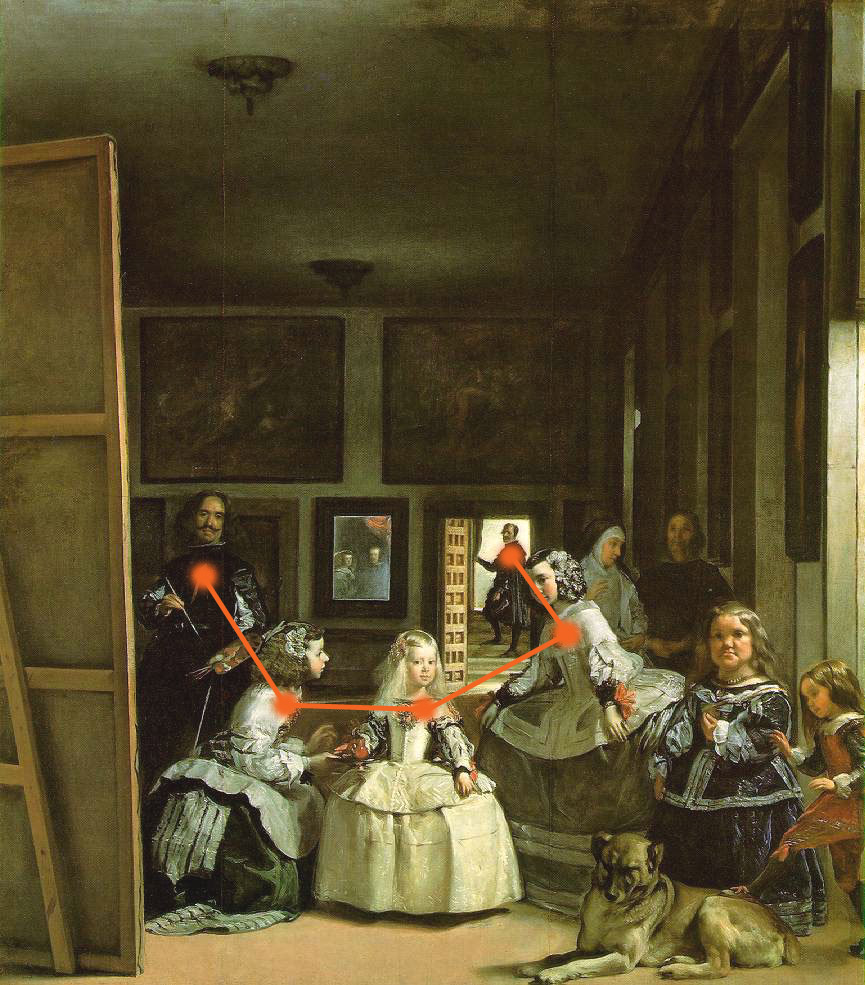
Các nhân vật ở tiền sảnh được sắp xếp với một đường cong mềm mại

Các nhân vật ở tiền sảnh được sắp xếp với một đường cong mềm mại cùng với việc sử dụng không khí bóng tối sâu đã làm dịu đi vẻ nghiêm ngặt của căn phòng với những đường thẳng.

## Đánh giá
Las Meninas từ lâu đã được công nhận là một trong những kiệt tác quan trọng nhất trong lịch sử nghệ thuật phương Tây. Họa sĩ trường phái Baroque là Luca Giordano cho rằng nó đại diện cho "thần học của bức tranh", trong khi ở thế kỷ 19, Thomas Lawrence gọi là "triết lý của nghệ thuật". Gần đây, nó đã được mô tả là "thành tích cao nhất của Velázquez, sự tự ý thức trình diễn mà một bức tranh có thể đạt được, và có lẽ là sự tìm tòi xuất sắc nhất có thể trên giá vẽ."